# Pyroklastický příval
Pyroklastický příval nebo pyroklastická vlna je turbulentně se pohybující žhavá směs popela, kusů hornin a sopečných plynů, která se od pyroklastického proudu liší nižší hustotou. Může dosahovat rychlosti 100–1000 km/h a teploty 80–1000 °C. Vzniká při sopečných erupcích s vysokým obsahem plynů, například při kolapsu erupčního sloupce v průběhu erupcí pliniovského typu nebo během freatomagmatických erupcí, kdy je směs navíc doplněna také vodní párou. Na rozdíl od pyroklastického proudu je díky svým fyzikálním vlastnostem na tvaru terénu nezávislý, což mu umožňuje překonávat větší vzdálenosti, topografické překážky či stoupat do kopce a kvůli tomu je dráha jeho postupu méně předvídatelná. Dokáže se také pohybovat po vodní hladině.

## Příklady
- 79 – Nechvalně slavná erupce Vesuvu spustila šest pyroklastických přívalů, které zničily římská města Pompeje, Herculaneum či Oplontis a v okruhu 15 kilometrů usmrtily přes 2 tisíce lidí.
- 1883 – Pyroklastické přívaly při erupci indonéské sopky Krakatoa překonaly 40 km vodní plochy Sundského průlivu a následně pronikly několik kilometrů do vnitrozemí ostrova Sumatra, kde usmrtily více než 4 tisíce obyvatel.
- 1965 – Při freatomagmatické erupci Taal vznikla pyroklastická vlna, která překonala stejnojmenné jezero, na jehož březích zabila přes 100 osob.